# 격간

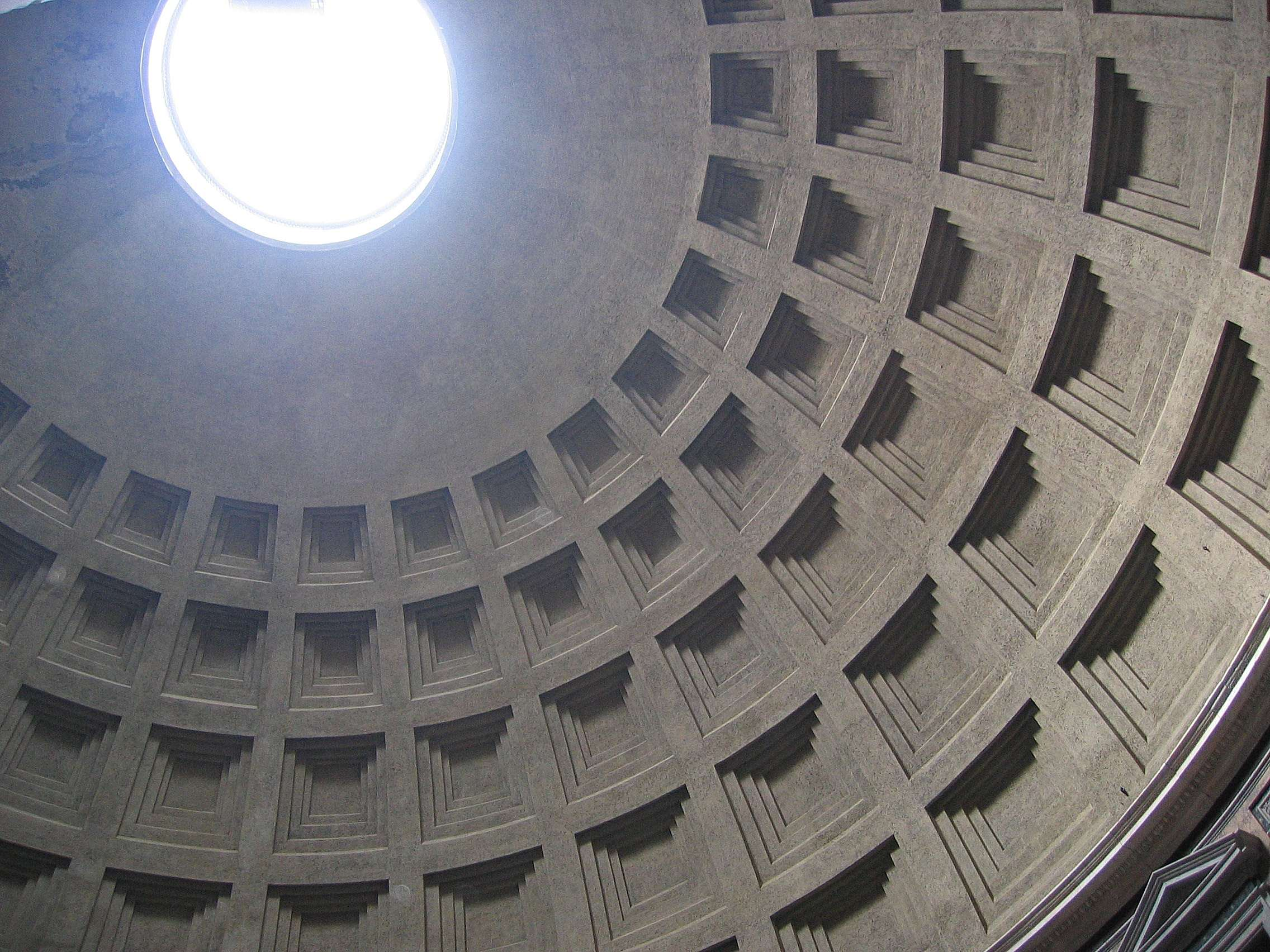
격간으로 뒤덮힌 로마 판테온의 천정(격천정)

격간(格間, coffer)은 건축에서 천정 또는 볼트를 뒤덮는 정방형, 장방형, 팔각형 형태의 움푹 들어간 패널을 의미한다. 격간으로 뒤덮힌 천정은 격천정(格天井)이라고도 한다. 격간은 천정과 볼트의 장식으로서 caissons('상자'라는 뜻) 또는 lacunaria('空隙'이라는 뜻)이라고도 한다. 이러므로 영어에서는 격천정을 lacunar라고 하기도 한다. 구조의 강도는 격간의 테두리 부분에 의해 유지된다. 고대 그리스 및 고대 로마의 석조 건축에도 남아있는 오랜 예이지만 기원전 7세기 에트루리아 네크로폴리스의 석실분에서도 부드러운 석회화를 깎아내어 직교되는 대들보를 재현하여 격천정을 형성하고 있다. 목제 격간의 초기 예로는 르네상스 초기 루아르 계곡 성의 천정 따위가 있다.
격간을 어떠한 형태로 할 것인가는 평면충진의 문제의 하나로 이슬람 건축과 르네상스 건축에서 다종다양한 실험이 있어왔다. 돔이나 볼트의 곡면을 보다 오밀조밀한 격간으로 채우는 문제는 더한층 복잡한 것이었다.
돔의 중량을 가볍게 하기 위하여 격간을 채용한 예의 하나로 고대 로마의 판테온은 특필함직하다.
중국에서는 격천장을 '藻井'이라 부르고 있다.

## 같이 보기
- 돔
- 대들보